# Rotterdam Open 1979
Il Rotterdam Open 1979, conosciuto anche con il nome di ABN AMRO World Tennis Tournament 1979 per motivi di sponsorizzazione, è stato un torneo di tennis giocato sul sintetico indoor. È stata la 6ª edizione del Rotterdam Open facente parte del Colgate-Palmolive Grand Prix 1979. Si è giocato all'Ahoy Rotterdam indoor sporting arena di Rotterdam in Olanda Meridionale, dal 2 all'8 aprile 1979.

## Campioni

### Singolare
Björn Borg ha battuto in finale  John McEnroe con il punteggio di 6–4, 6–2

### Doppio
Peter Fleming /  John McEnroe hanno battuto in finale  Heinz Günthardt /  Bernard Mitton con il punteggio di 6–4, 6–4